# Featheroides yunnanensis
Espèce
Featheroides yunnanensis est une espèce d'araignées aranéomorphes de la famille des Salticidae.

## Distribution
Cette espèce est endémique du Yunnan en Chine,.

## Étymologie
Son nom d'espèce, composé de yunnan et du suffixe latin -ensis, « qui vit dans, qui habite », lui a été donné en référence au lieu de sa découverte, le Yunnan.

## Publication originale
- Peng, Yin, Xie & Kim, 1994 : A new genus and two new species of the family Salticidae (Arachnida; Araneae) from China. Korean Arachnology, vol. 10, no 1/2, p. 1-5.